# Оголена танцівниця (Сарраґа)
«Ого́лена танцівни́ця» (ісп. La bailarina desnuda) — картина мексиканського художника Анхеля Сарраґи.

## Історія
Картина написана в період між 1907 і 1909 роками.
1909 року Сарраґа надіслав її разом із картиною «Радість осені» (ісп. «La Alegría del Otoño») на виставку до Італії. Там її придбав Музей Орану. Згодом твір опинився у колекції Андреса Блайстена.

## Опис
Італійський критик Родольфо Панічі звернув увагу на помітну стриманість кольору в картині та її загального тону, а також на енергійність у моделюванні.
Зображена молода дівчина, голова якої покрита однією лише чорною іспанською вуаллю, легким танцювальним кроком рухається по терасі. Митець надав фігурі відчуття цнотливості, незважаючи на її наготу. Її одяг і шаль розміщені гармонійними тонами на парапетній стіні просто неба». Водночас очі дівчини сповнені втоми або смутку. 
Праворуч сидить літня жінка і з сумним виразом обличчя уважно вивчає, який ефект справить видовище на глядача.
У цілому краса оголеного тіла на тлі тривожної похмурості картини викликає заворожливе враження.
На думку Панічі, зображення відкритого і світлого пейзажу з контрастними фігурами (одягнені — оголені, молоді — старі фігури), наділення їх ритуальним характером, є типовим для творів Сарраґи в цей період. Цілком можливо твір пов'язаний з написаною майже одночасно картиною «Жінка і маріонетка».